# أيوش تاندون
أيوش تاندون هو ممثل هندي، ولد في 31 يوليو 1998 بمومباي في الهند.

## أعمال

### أفلام
- (2015) باجيراو ماستاني

## وصلات خارجية
- أيوش تاندون على موقع IMDb (الإنجليزية)
- أيوش تاندون على موقع قاعدة بيانات الأفلام العربية
- أيوش تاندون على موقع ألو سيني (الفرنسية)
- أيوش تاندون على موقع أول موفي (الإنجليزية)
- أيوش تاندون على موقع قاعدة بيانات الأفلام السويدية (السويدية)
- أيوش تاندون على موقع قاعدة بيانات الفيلم (الإنجليزية)
- أيوش تاندون على موقع كينوبويسك (الروسية)